# Tatjana Abrikosova
Tatjana Sergejevna Abrikosova (Russisch: Татьяна Сергеевна Абрикосова) (Leningrad, 28 mei 1989) is een Russisch basketbalspeelster die uitkwam voor verschillende teams uit Rusland. Ze is Meester in de sport van Rusland, Internationale Klasse.

## Carrière
Abrikosova begon haar carrière in 2008 bij Mytishchi-MGUL. In 2010 stapte ze over naar Spartak SHVSM Efes. Na één jaar gaat ze spelen voor Spartak Noginsk. In 2012 verhuisd ze naar Dinamo Moskou. Met deze club won ze in het seizoen 2012/13 de finale van de EuroCup Women. Ze wonnen van Kayseri Kaski SK uit Turkije. De eerste wedstrijd wonnen ze met 66-61 en de tweede wedstrijd verloren ze met 70-74. Toch was dat genoeg voor de eindoverwinning. In de strijd om de FIBA Europe SuperCup Women 2013, verloor Dinamo van UMMC Jekaterinenburg uit Rusland met 63-72. In 2014 stond Abrikosova weer in de finale van de EuroCup Women. Nu wonnen ze van Dinamo Koersk uit Rusland. De eerste wedstrijd wonnen ze met 97-65 en verloren ze de tweede wedstrijd met 61-85. In 2015 verhuisde ze naar Tsjevakata Vologda. In 2016 stopte ze met basketbal.

## Privé
De Tatjana Abrikosova is de kleindochter van Nina Poznanskaja die ook basketbal speelde. Nina Poznanskaja won met de Sovjet-Unie drie keer goud op het Wereldkampioenschap in 1959, 1964 en 1967 en zilver in 1957. Ook won ze vijf keer goud op het Europees Kampioenschap in 1956, 1960, 1962, 1964 en 1966.

## Erelijst
- EuroCup Women: 2
  - Winnaar: 2013, 2014
- FIBA Europe SuperCup Women:
  - Runner-up: 2013